# Кремења (Клуж)
Кремења (рум. Cremenea) насеље је у Румунији у округу Клуж у општини Бобална. Oпштина се налази на надморској висини од 268 m.

## Становништво
Према подацима из 2002. године у насељу је живело 90 становника, од којих су сви румунске националности.